# П'єтрошань (комуна, Арджеш)
П'єтрошань, П'єтрошані (рум. Pietroșani) — комуна у повіті Арджеш в Румунії. До складу комуни входять такі села (дані про населення за 2002 рік):
- Бедешть (1541 особа)
- Верзероая (462 особи)
- Генешть (712 осіб)
- П'єтрошань (1444 особи)
- Ретевоєшть (1784 особи)

Комуна розташована на відстані 128 км на північний захід від Бухареста, 35 км на північ від Пітешть, 125 км на північний схід від Крайови, 79 км на південний захід від Брашова.

## Населення
За даними перепису населення 2002 року у комуні проживали 5943 особи. Усі жителі комуни рідною мовою назвали румунську.
Національний склад населення комуни:
| Національність | Кількість осіб | Відсоток |
| -------------- | -------------- | -------- |
| румуни         | 5745           | 96,7%    |
| цигани         | 198            | 3,3%     |

Склад населення комуни за віросповіданням:
| Релігія                                       | Кількість осіб | Відсоток |
| --------------------------------------------- | -------------- | -------- |
| православні                                   | 5551           | 93,4%    |
| лютерани                                      | 374            | 6,3%     |
| бретрени                                      | 10             | 0,2%     |
| реформати                                     | 3              | 0,1%     |
| п'ятдесятники                                 | 2              | < 0,1%   |
| адвентисти                                    | 1              | < 0,1%   |
| лютерани (Синодально-пресвітеріанська церква) | 1              | < 0,1%   |
| атеїсти                                       | 1              | < 0,1%   |

## Зовнішні посилання
- Дані про комуну П'єтрошань на сайті Ghidul Primăriilor